# Eric Stoltz
Eric Cameron Stoltz (Whittier, 30 de setembro de 1961) é um ator norte-americano. É muito conhecido por ter sido substituído por Michael J. Fox para o papel de Marty McFly no primeiro filme de Back to the Future mesmo após tendo filmado por várias semanas.
É também conhecido por interpretar Lance, um traficante, no clássico Pulp Fiction. Muitos afirmavam que o papel de Stoltz havia sido oferecido a Kurt Cobain, vocalista da banda de rock Nirvana, porém algum tempo depois isso foi desmentido, e Quentin Tarantino, diretor do filme, afirmou nunca ter se encontrado com o cantor.
Seu trabalho mais recente foi na série de TV do canal CBS Madam Secretary, onde interpretou o personagem Will Adams por três episódios.

## Filmografia
- 2015 - Unsolved - Patrick Lanson
- 2013 - Maron
- 2012 - Made in Jersey
- 2011 - Wilfred
- 2011 - Fort McCoy
- 2011 - Leverage
- 2009/10-Caprica
- 2009 - Sparks
- 2008 - Blank state
- 2007 - The Grand Design
- 2006 - The Lather Effect
- 2005 - When Zachary Beaver Came to Town
- 2005 - The Honeymooners
- 2005 - The Triangle
- 2004 - Childstar
- 2004 - Happy Hour
- 2004 - The Butterfly Effect
- 2002 - Harvard Man
- 2002 - The Rules of Attraction
- 2001 - Hollywood Palms
- 2001 - My Horrible Year!
- 2001 - Things Behind the Sun
- 2001 - The Simian Line
- 2000 - Common Ground
- 2000 - Highball
- 2000 - The House of Mirth
- 1999 - A Murder of Crows
- 1999 - The Passion of Ayn Rand
- 1998 - The Definite Maybe
- 1997 - Mr. Jealousy
- 1997 - Anaconda
- 1997 - The Rocking Horse Winner
- 1996 - 2 Days in the Valley
- 1996 - Grace of My Heart
- 1996 - Jerry Maguire
- 1995 - Fluke
- 1995 - Kicking and Screaming
- 1995 - Rob Roy
- 1995 - A Night of Love
- 1995 - The Prophecy
- 1994 - Killing Zoe
- 1994 - Little Women
- 1994 - Naked in New York
- 1994 - Pulp Fiction
- 1994 - Sleep With Me
- 1993 - Bodies, Rest and Motion
- 1993 - Foreign Affairs
- 1992 - Singles
- 1992 - The Waterdance
- 1991 - Money
- 1991 - A Woman at War
- 1990 - Memphis Belle
- 1989 - Manifesto
- 1989 - Say Anything
- 1989 - The Fly II
- 1988 - Haunted Summer
- 1988 - Sister, Sister
- 1987 - Lionheart
- 1987 - Some Kind of Wonderful
- 1985 - Code Name: Emerald
- 1985 - Mask
- 1985 - The New Kids
- 1984 - Running Hot
- 1984 - Surf II
- 1984 - The Wild Life
- 1982 - Fast Times at Ridgemont High

Como Produtor:
- 1998 - Mr. Jealousy

Como Produtor Executivo
- 1994 - Sleep With Me